# Thiếu sinh Hướng đạo

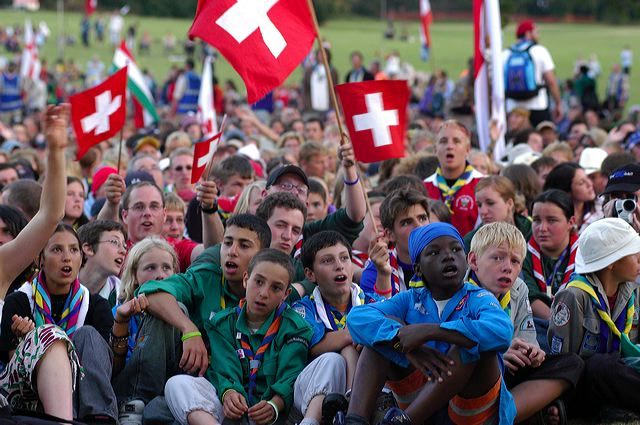
Hướng đạo sinh đến từ nhiều quốc gia hát ở Trại Họp bạn Hướng đạo Thế giới năm 2005

Một thiếu sinh Hướng đạo hay nam Hướng đạo sinh (Boy Scout) là một cậu bé thông thường từ 11 đến 17 tuổi tham gia vào phong trào Hướng đạo thế giới. Tuổi giới hạn cho Thiếu sinh Hướng đạo trong Hướng đạo Việt Nam là 11-15 tuổi.
Phong trào này bắt đầu vào năm 1907 khi Huân tước Robert Stephenson Smyth Baden-Powell tổ chức trại Hướng đạo đầu tiên trên Đảo Brownsea ở miền nam Anh Quốc. Để mở rộng ý tưởng của mình, Baden-Powell viết sách Hướng đạo cho trẻ em nhắm mục tiêu đọc giả là các bé trai, và sách có diễn tả về Phương pháp Hướng đạo sử dụng các hoạt động ngoài trời để phát triển đức tính, tính công dân, và phẩm chất cơ thể cá nhân trong giới trẻ.
Thiếu sinh Hướng đạo được tổ chức thành các Thiếu đoàn có trung bình từ 20 đến 30 Hướng đạo sinh dưới sự dìu dắt của một Huynh trưởng Hướng đạo. Các Thiếu đoàn được chia thành các Đội có từ 4 - 8  Hướng đạo sinh và thực hiện các hoạt động sở thích đặc biệt và các hoạt động ngoài trời. Các Thiếu đoàn có thể thỏa hiệp với các tổ chức quốc gia hay quốc tế. Một vài hội Hướng đạo quốc gia có các chương trình sở thích đặc biệt như Không Hướng đạo, Hải Hướng đạo, thám hiểm cao cấp ngoài trời, ban nhạc Hướng đạo và Kị Hướng đạo. Một số Thiếu đoàn, đặc biệt ở châu Âu là đồng giáo dục từ thập niên 1970 cho phép nam và nữ cùng sinh hoạt chung trong một Thiếu đoàn.

## Ngành Thiếu Hướng đạo Việt Nam

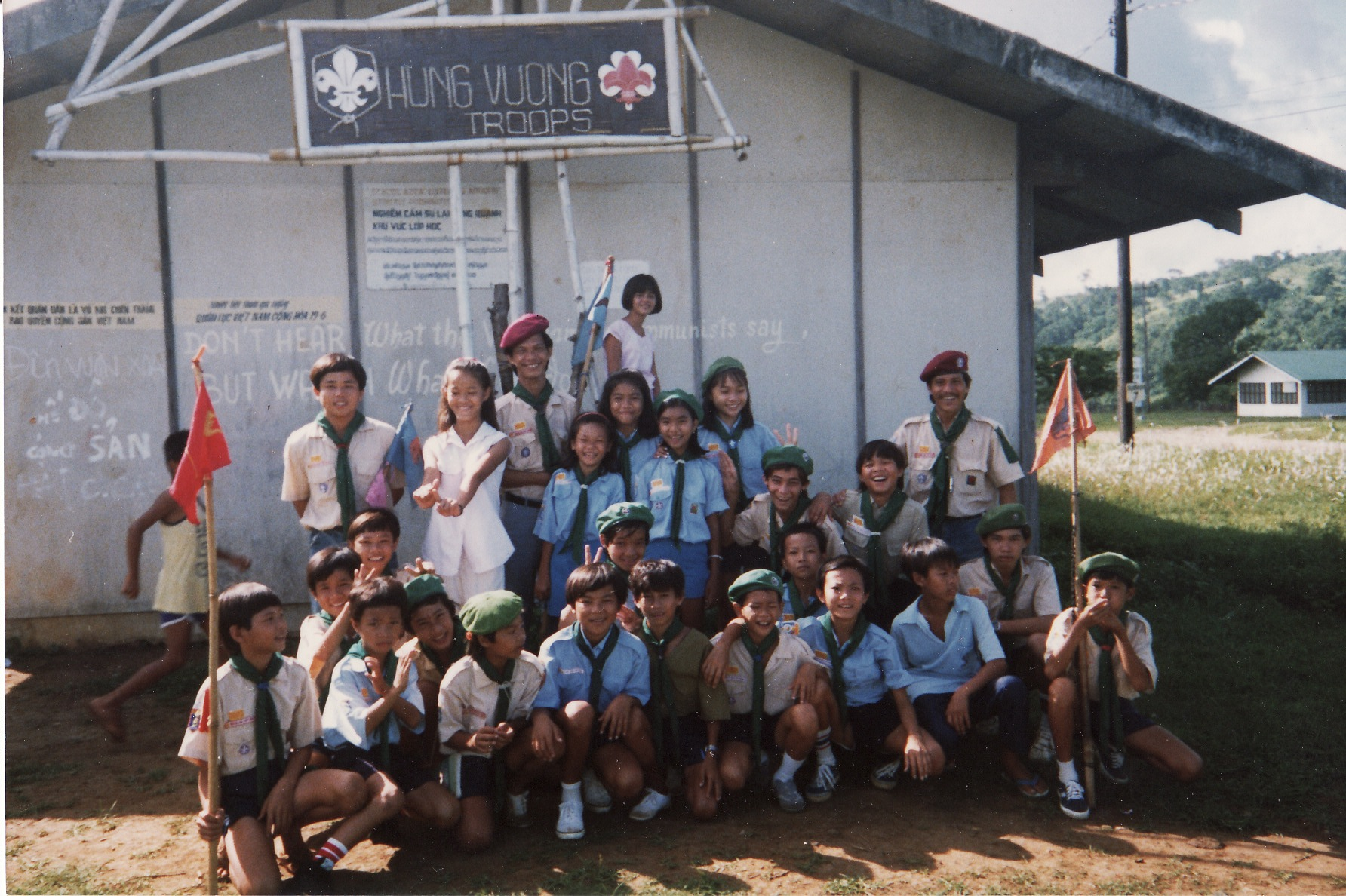
Một thiếu đoàn Hướng Đạo thuộc Đạo Hùng Vương tại Trung tâm Tiến hành Thủ tục Tị nạn Philippines gồm có ba đội nam và một đội nữ (mỗi đội có một cờ hiệu) cùng các huynh trưởng Hướng đạo của thiếu đoàn

Khi mới thành lập vào năm 1930, Hướng đạo Việt Nam có 3 ngành và độ tuổi Thiếu sinh Việt Nam tương tự như lứa tuổi tổng quát nói ở trên. Nhưng vì có một khoảng cách chênh lệch tuổi khá xa giữa ngành Thiếu và Tráng nên sau này Hướng đạo Việt Nam được bổ sung thêm một ngành Kha (hiện tại ở hải ngoại gọi là ngành Thanh) từ 15 đến 18 tuổi.  Chính vì lý do này mà Ngành Thiếu của Hướng đạo Việt Nam hiện thời có lứa tuổi từ 11 đến 15 khác lứa tuổi phổ biến của ngành Thiếu nói ở trên. Hướng đạo Việt Nam hiện thời có bốn ngành chính là Ấu, Thiếu, Kha (Thanh) và Tráng trong khi nhiều quốc gia chỉ có ba ngành chính là Ấu, Thiếu và Tráng.
Thiếu sinh Hướng đạo Việt Nam mang khăn quàng màu xanh lá      chỉ sự vui tươi, hy vọng.

## Thành lập
Robert Stephenson Smyth Baden-Powell (tên gọi tắt là BP) thành lập Thiếu sinh Hướng đạo hay Nam Hướng đạo sinh như một tổ chức vào năm 1908 chỉ vài tháng sau cuộc cắm trại Hướng đạo đầu tiên trên Đảo Brownsea năm 1907. Baden-Powell lấy ý tưởng từ những kinh nghiệm của ông với Quân đội Anh tại Nam Phi. Để mở rộng ý tưởng của mình, Baden-Powell viết Hướng đạo cho trẻ em. Nhiều bé trai tham gia vào các hoạt động Hướng đạo đến nổi phong trào phát triển nhanh và trở thành tổ chức thanh thiếu niên lớn nhất thế giới.
Chương trình Thiếu sinh Hướng đạo được lập ra để phát triển giới trẻ có lòng tự tin, danh dự, sự trung thành, can đảm, hữu ích, thanh bạch và tháo vát cao độ. Thiếu sinh Hướng đạo phải là hữu ích; hiểu biết xã hội, di sản, và văn hóa của mình; tôn trọng quyền của mọi người; và là các công dân và lãnh đạo tích cực.
Ban đầu, chương trình Thiếu sinh Hướng đạo nhắm mục tiêu vào các cậu bé từ 11-16 tuổi. Tuy nhiên, các em trai của các Thiếu sinh bắt đầu tham gia các buổi họp mặt của Thiếu đoàn, và vì vậy ngành Ấu sinh được thành lập. Cũng có bằng chứng cho thấy các bé gái muốn tham gia vào các hoạt động tương tự, nhưng các giá trị thời Vua Edward ở Vương quốc anh không cho phép các cậu bé và cô bé sinh hoạt chung với nhau. Điều này dẫn đến việc phong trào Nữ Hướng đạo được thành lập.
Qua nhiều thời kỳ, chương trình Thiếu sinh đã được xem xét và cập nhật tại nhiều quốc gia nhưng các nguyên lý và giá trị cốt lõi trước kia được Baden-Powell phát triển vẫn còn giữ nguyên.
Đa số các Thiếu sinh có thể tham gia vào một Thiếu đoàn sau khi hoàn thành chương trình Ấu sinh tuy không bị bắt buộc. Sau ngành Thiếu, các cậu có thể tham gia vào một chương trình liên hiệp khác dành cho các cậu trai lớn tuổi hơn trong khi vẫn đồng thời là thành viên của một Thiếu đoàn hoặc một Liên đoàn Hướng đạo có ngành Kha và Tráng.

## Các hoạt động

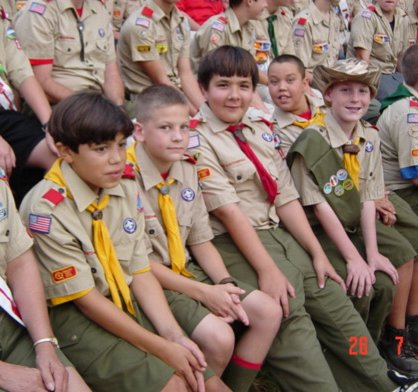
Thiếu sinh Hướng đạo tại một vòng lửa trại của trại hè

Một Thiếu sinh Hướng đạo sẽ học nền tảng của Phương pháp Hướng đạo, Lời hứa Hướng đạo, và Luật Hướng đạo. Các yếu tố này được xây dựng để làm thấm nhầm đức tính, tính công dân, thể chất cá nhân, và tính lãnh đạo trong các thiếu nam qua chương trình kết cấu các hoạt động ngoài trời. Cách chung để áp dụng phương pháp Hướng đạo là gồm trải qua thời gian với nhau trong một nhóm nhỏ cùng chia sẻ kinh nghiệm, lễ nghi, và các hoạt động cũng như nhấn mạnh tính công dân tốt và cách tạo quyết định mà hợp với lứa tuổi. Gieo mầm tình yêu, quý trọng ngoài trời và các hoạt động ngoài trời là những yếu tố chìa khoá. Các hoạt động tiên khởi bao gồm cắm trại, kỹ thuật rừng, sơ cứu, trò chơi dưới nước, đi bộ đường dài, mang trang bị sau lưng, và thể thao.

### Tình thân hữu
Cắm trại thường xảy ra nhất ở cấp đơn vị như trong Thiếu đoàn, nhưng cũng có các trại định kỳ và các Trại họp bạn. Trại định kỳ là các sự kiện mà các đơn vị từ một khu vực địa phương cùng cắm trại với nhau trong cuối tuần. Các trại loại nầy xảy ra vài lần trong một năm và thường thường có một đề tài, thí dụ như thám du. Trại họp bạn là các sự kiện lớn ở cấp quốc tế hay cấp quốc gia được tổ chức cứ bốn năm một lần cho hàng ngàn trại sinh cắm trại chung với nhau trong khoảng thời gian dài từ 1 đến 2 tuần. Các hoạt động ở các sự kiện này là có trò chơi, thi đua kỹ thuật Hướng đạo, trao đổi phù hiệu, trò chơi dưới nước, điêu khắc gỗ, bắn cung, bắn súng ngắn và súng trường.
Đối với các Thiếu sinh và Huynh trưởng, điểm nổi bật trong năm là trải qua ít nhất một tuần cho các hoạt động ngoài trời. Đây có thể là một sự kiện dài như cắm trại, đi bộ đường dài, đi thuyền buồm, chèo thuyền hoặc đi thuyền kayak với đơn vị hoặc một trại hè được điều động ở cấp châu, tỉnh, hay tiểu bang. Các Thiếu sinh Hướng đạo tham gia một trại hè, thường là dài một tuần trong mùa hè, làm việc tích cực để lấy các chuyên hiệu, thăng tiến, và hoàn hảo các kỹ năng của kỹ thuật Hướng đạo. Một số trại hè điều hành các chương trình đặc biệt cho các Thiếu sinh Hướng đạo lớn tuổi hơn, thí dụ như đi thuyền buồm, mang trang bị sau lưng, chèo thuyền, điêu khắc và câu cá.

### Làm việc để lên cấp bậc và lấy các chuyên hiệu
Tất cả các tổ chức Hướng đạo có một chương trình thăng tiến mà trong đó các Thiếu sinh Hướng đạo sẽ học kỹ thuật Hướng đạo, công tác cộng đồng, tính lãnh đạo và khám phá các khía cạnh sở thích của mình ở cấp bậc ngày càng khó. Các cấp bậc thấp hơn đa số tập trung vào các kỹ năng Hướng đạo cơ bản. Các yêu cầu để chứng minh khả năng lãnh đạo, công tác cộng đồng và học về các đề tài khác như các lĩnh vực nghề nghiệp khả dĩ thường thường là ở bậc trung và cao cấp. Các Thiếu sinh Hướng đạo được công nhận qua các giải thưởng đẳng cấp và chuyên hiệu. Chuyên hiệu được tặng thưởng cho nhiều lĩnh vực, thí dụ như thành thạo kỹ thuật Hướng đạo cao cấp, thể thao, trò chơi dưới nước, sinh thái học, tính công dân và các chương trình giáo dục ở trường.
Tất cả các hội Hướng đạo có một đẳng cấp cao nhất mà đòi hỏi thành thạo kỹ thuật Hướng đạo, tài lãnh đạo, và thực hiện công tác cộng đồng. Chỉ một phần nhỏ các Thiếu sinh Hướng đạo đạt được các đẳng cấp cao nhất này. Tại các hội Hướng đạo của nhiều nước thành viên thuộc Khối Thịnh vượng chung Anh, đẳng cấp cao nhất là Giải Hướng đạo Nữ hoàng hoặc Giải Hướng đạo Nhà vua. Tại Hoa Kỳ là Giải Hướng đạo Đại bàng. Vì Hội Nam Hướng đạo Philippines phát triển từ Hướng đạo của Hoa Kỳ nên Giải Hướng đạo Đại bàng cũng là giải cao nhất của hội. Các nhóm Hướng đạo khác trên thế giới có Giải Baden-Powell.
Khi Thiếu sinh Hướng đạo càng lớn tuổi hơn, học thường tìm những hoạt động đa dạng và thử thách hơn. Các chương trình như Hải Hướng đạo, Không Hướng đạo, Kha sinh Hướng đạo và Tráng sinh Hướng đạo thiết lập để hội đủ những yêu cầu này. Riêng hai ngành Kha sinh Hướng đạo (hay còn được gọi là Thanh sinh Hướng đạo) và Tráng sinh Hướng đạo có tên gọi tiếng Anh khác nhau ở Hoa Kỳ và Vương quốc Anh.

## Các cấp đơn vị

### Cấp đoàn

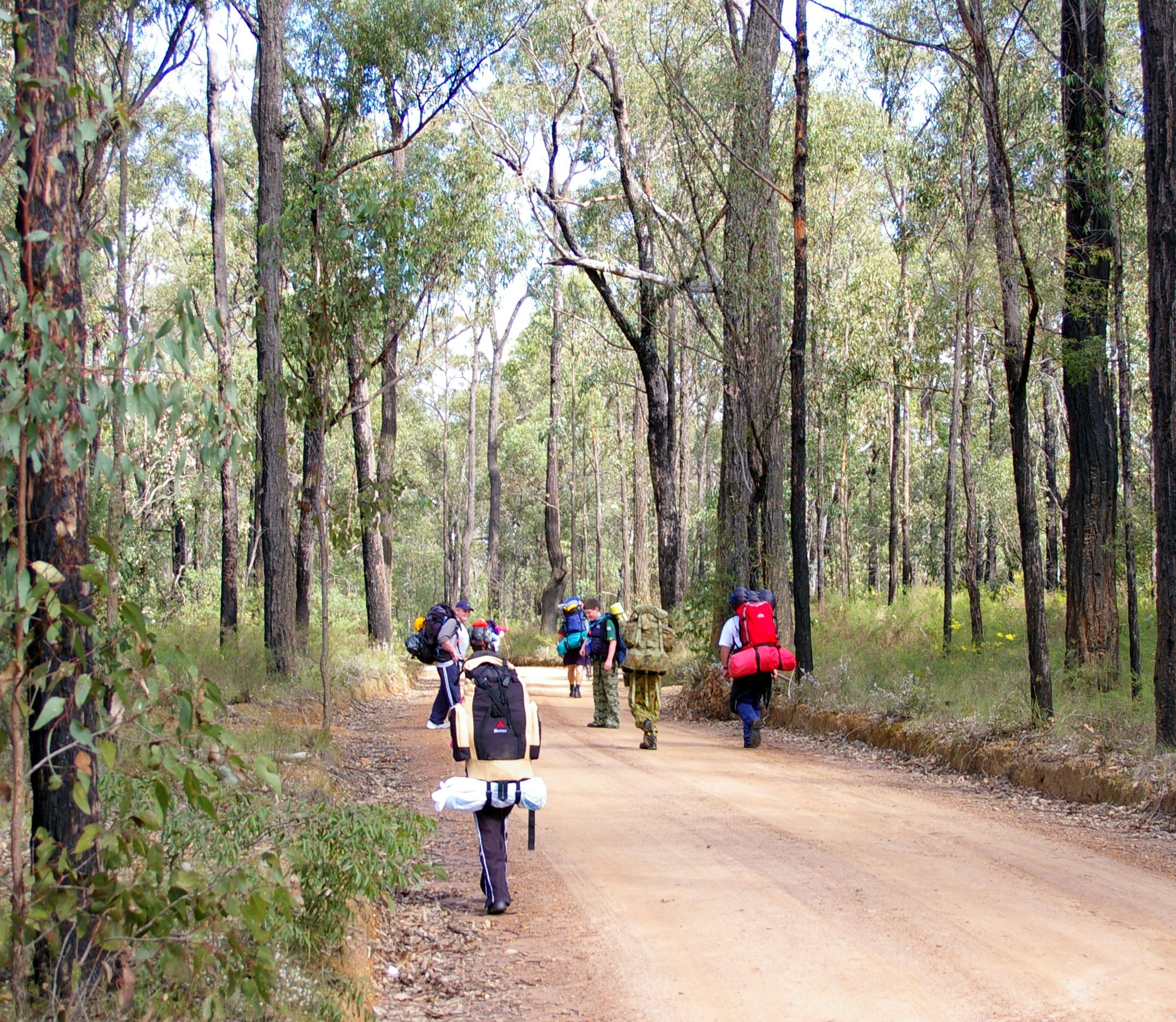
Một nhóm Hướng đạo Úc (nam và nữ) đi bộ dọc theo một đường mòn trong một công viên quốc gia. Chú ý là thành viên Hướng đạo Úc thường thì không mặc đồng phục trừ khi cho các dịp lễ nghi

Đoàn là đơn vị cơ bản của Thiếu sinh Hướng đạo và Hướng đạo Việt Nam gọi đơn vị này là Thiếu đoàn. Đây là đơn vị mà một cậu bé tham gia và qua đó cậu tham dự các hoạt động Hướng đạo như cắm trại, mang trang bị sau lưng, chèo thuyền,... Lãnh đạo đoàn gồm có người lớn và thiếu niên tổ chức và góp phần hỗ trợ các hoạt động của đoàn. Một đoàn có ít nhất là 2 đội với 8 em và nhiều nhất là 4 đội với 32 em. Các đoàn thường họp mặt hàng tuần. Một Thiếu đoàn thường được một tổ chức cộng đồng như một cơ sở thương mại, tổ chức dịch vụ, trường học, công đoàn, nhóm cựu chiến binh, hay một hội đoàn tôn giáo bảo trợ. Tổ chức bảo trợ có trách nhiệm cung cấp nơi họp mặt và cổ võ một chương trình tốt. Một yếu tố chính của Phương pháp Hướng đạo là các Thiếu đoàn được chính các Thiếu sinh điều hành dưới sự hướng dẫn và cố vấn của các Huynh trưởng.

### Cấp đội
Mỗi Thiếu đoàn có nhiều nhất là 4 đội, mỗi đội có  4 đến 8 Thiếu sinh và sử dụng "phương pháp hàng đội" chia các Thiếu sinh thành các nhóm nhỏ từ Thiếu đoàn. Sự độc lập của một đội khỏi Thiếu đoàn thì khác nhau giữa các Thiếu đoàn và giữa các hoạt động. Thí dụ, một Thiếu đoàn tiêu biểu thường tổ chức các buổi họp mặt chung như một đơn vị. Tự trị đội trở nên thấy rõ hơn ở các lần cắm trại bên ngoài nơi mà mỗi đội có thể dựng khu nấu ăn riêng của đội. Tuy nhiên trong những lần đi thám du cấp cao thì chỉ có một nhóm nhỏ Thiếu sinh của Thiếu đoàn tham dự vì thế sự phân chia đội biến mất hoàn toàn. Các đội có thể tổ chức họp mặt và thậm chí tách hoàn toàn khỏi phần còn lại của Thiếu đoàn, nhưng điều này là thông thường ở một số Thiếu đoàn hơn ở một số Thiếu đoàn khác.
Các Thiếu đoàn trộn các Thiếu sinh lớn và nhỏ vào trong cùng các đội để các Thiếu sinh lớn có thể dạy các Thiếu sinh nhỏ hơn một cách hữu hiệu. Các Thiếu đoàn khác thì sắp các Thiếu sinh theo tuổi, và có thể cử một Thiếu sinh lớn hơn làm "người hướng dẫn" để làm thầy cho mỗi đội nhỏ tuổi hơn. Có những Thiếu đoàn có thể cho phép một cậu bé tự chọn gia nhập vào đội mình thích.

### Lãnh đạo trong Thiếu đoàn
Mỗi Thiếu đoàn có hai cơ cấu lãnh đạo riêng biệt: một bao gồm các Thiếu sinh Hướng đạo và một bao gồm các huynh trưởng. Ban lãnh đạo huynh trưởng điều hành đằng sau các hoạt động của Thiếu đoàn, trông coi các giải thưởng và thăng tiến cấp bậc, nắm giữ tài chánh và hồ sơ Thiếu đoàn, và tiếp nhận các Thiếu sinh và huynh trưởng mới. Ban lãnh đạo thiếu niên giữ mệnh lệnh và điều hợp nhân lực cho các hoạt động. Cả ban lãnh đạo thiếu niên và ban lãnh đạo huynh trưởng hợp tác hoạch định các chương trình nghị sự cho các buổi họp cũng như lịch trình sinh hoạt ngoài trời của Thiếu đoàn.
Ban lãnh đạo huynh trưởng được một huynh trưởng ngành hoặc một Thiếu đoàn trưởng dẫn dắt (Section Leader or Scoutmaster). Huynh trưởng ngành là một người lớn trực tiếp có trách nhiệm với chương trình của Thiếu đoàn. Các huynh trưởng này phải hoàn thành khóa huấn luyện đặc biệt được hội Hướng đạo của họ quy định. Khóa huấn luyện huynh trưởng cao cấp trên thế giới là Bằng Rừng. Một người lớn có trách nhiệm với một Thiếu sinh (thường là cha mẹ của Thiếu sinh) có thể tham gia vào Thiếu đoàn hoặc ủy ban nhóm. Các trách nhiệm và cơ cấu của ủy ban nhóm thì khác nhau giữa các hội Hướng đạo. Ủy ban có thể có trách nhiệm bổ nhiệm người vào các vị trí cụ thể, quan trọng nhất là các vị trí của huynh trưởng hoặc chỉ có trách nhiệm giữ sổ sách và cung ứng một nơi họp mặt và các vật chất cần thiết.
Theo phương pháp Hướng đạo, một Thiếu đoàn được chia thành các đội và điều hành bởi chính Thiếu sinh trong đội. Mỗi đội bầu lên một Đội trưởng (Patrol Leader) và Đội trưởng sau đó sẽ chọn ra Đội phó của mình. Trong một số hội Hướng đạo, Đội trưởng và Đội phó thường được huynh trưởng bổ nhiệm, hoặc cả hai đều được bầu lên từ đội của mình. Nhiều vị trí lãnh đạo Thiếu niên đòi hỏi huấn luyện. Nhiều hội Hướng đạo có các chương trình huấn luyện cho các Thiếu sinh giữ các vị trí lãnh đạo trong Thiếu đoàn của họ.
Hội đồng đội trưởng gồm các đội trưởng trong Thiếu đoàn được dẫn dắt bởi một Đội trưởng nhất (Senior Patrol Leader). Đội trưởng nhất này làm việc bên cạnh Thiếu đoàn trưởng để điều hành các hoạt động của Thiếu đoàn. Đội trưởng nhất này phải dự hầu hết các buổi họp và sinh hoạt ngoài trời. Trong khi Đội trưởng nhất có trách nhiệm trực tiếp điều hành Thiếu đoàn, cậu ta cũng đồng thời chia sẻ trách nhiệm với một hoặc nhiều phụ tá của mình. Cũng có các vị trí trách nhiệm khác trong phạm vi Thiếu đoàn nhưng bổn phận của các vị trí này đa dạng ở các quốc gia khác nhau.

### Liên đoàn Hướng đạo
Tại đa số các nước, một tổ chức địa phương được gọi là "Liên đoàn Hướng đạo" kết hợp nhiều ngành khác nhau thí dụ như Ấu, Thiếu, Tráng vào trong một đơn vị hợp nhất. Các Liên đoàn Hướng đạo (Scout Groups) có thể gồm có bất cứ ngành nào của Nhóm tuổi trong Nam và Nữ Hướng đạo khác nhau. Liên đoàn Hướng đạo có thể là đơn giới tính hay vừa có nam và có nữ trong từng ngành riêng tùy theo tổ chức Hướng đạo quốc gia hay liên đoàn quyết định. Thí dụ một Liên đoàn có thể có một Thiếu đoàn toàn nam, một Nữ thiếu đoàn toàn nữ, một Ấu đoàn, một Nữ Ấu đoàn,... Tại một số quốc gia, các ngành khác nhau độc lập với nhau mặc dù chúng có thể được bảo trợ hoặc được trao quyền bởi cùng tổ chức, thí dụ như một nhà thờ.

### Tổ chức trên cấp đoàn và liên đoàn
Đơn vị chính của Thiếu sinh Hướng đạo là đoàn (troop) thường được gọi theo Hướng đạo Việt Nam là Thiếu đoàn. Nhiều đoàn hoặc nhiều ngành khác nhau tạo thành một Liên đoàn Hướng đạo. Tổ chức cấp trên đoàn và liên đoàn là đạo (district) gồm có các đoàn hoặc liên đoàn ở gần nhau về phương diện địa dư, cung cấp sự hỗ trợ và cố vấn cho nhau và cùng nhau cắm trại cấp đạo vài lần trong một năm. Tại nhiều nước, đạo là cấp bậc đầu tiên mà đoàn có thể liên lạc với các Huynh trưởng chuyên nghiệp của hội Hướng đạo quốc gia. Trong một số hội Hướng đạo quốc gia, nhiều đạo được tổ chức vào trong một vùng hay một châu (council). Trên cấp bậc châu là hội Hướng đạo quốc gia. Đa số các hội quốc gia là thành viên của Tổ chức Phong trào Hướng đạo Thế giới và/hoặc Hội Nữ Hướng đạo Thế giới, một vài hội là thành viên của Trật tự Hướng đạo Thế giới, Liên hội Hướng đạo Độc lập Thế giới, Union Internationale des Guides et Scouts d'Europe hay Confédération Européenne de Scoutisme và một số khác thì không liên kết.

## Đồng phục
Đồng phục Thiếu sinh là một đặc tính riêng của Hướng đạo. Trong bài nói chuyện của Robert Baden-Powell tại Trại Họp bạn Hướng đạo Thế giới năm 1937, ông nói rằng đồng phục "che giấu đi những khác biệt về chuẩn mực xã hội trong một quốc gia và tạo nên sự công bằng; nhưng quan trọng hơn hết là nó che phũ các dị biệt về quốc gia, chủng tộc và tín ngưỡng, và làm cho mọi người có cảm giác rằng họ là thành viên của nhau trong một tình huynh đệ vĩ đại". Đồng phục ban đầu mà đã tạo ra một hình ảnh quen thuộc trong mắt cộng đồng và có một hình dạng rất quân sự gồm có một áo sơ mi khaki, quần sọt và mũ vận động rộng vành. Chính Baden-Powell cũng mặt quần sọt vì ông cảm nhận rằng mặt đồ như thiếu niên góp phần làm giảm khoảng cách tuổi tác giữa người lớn và thiếu niên.
Đồng phục trở nên nhiều phận sự và nhiều màu sắc hơn từ khi khởi đầu và hiện nay thường có màu xanh dương, cam, đỏ hoặc xanh lá cây. Quần sọt đã được thay thế bởi quần tây dài trong các vùng mà văn hóa địa phương kêu gọi giữ thuần phong mỹ tục, hay các vùng có thời tiết lạnh vào mùa đông. Áo thun và những loại quần áo thông thường hơn cũng đã thay thế các đồng phục cài nút nghi thức tại nhiều vùng Hướng đạo.
Để chứng tỏ sự đoàn kết tất cả các Hướng đạo sinh, phù hiệu thành viên Thế giới là một phần của tất cả các đồng phục. Khăn quàng và anô (cái khâu)  vẫn còn khá thông dụng, nhưng một vài hội Hướng đạo không dùng chúng. Các phù hiệu cho các chức vụ lãnh đạo, đẳng cấp, các thành tựu đặc biệt, số hay bảng tên Thiếu đoàn, quốc gia hoặc vùng phải theo tiêu chuẩn được hội Hướng đạo của mình quy định.
Các cửa hàng Hướng đạo bán đồng phục, văn hóa phẩm Hướng đạo, huy hiệu và các món khác như trang bị cắm trại cho Hướng đạo sinh địa phương. Các cửa hàng cũng bán các món quà lưu niệm Hướng đạo cho các Hướng đạo sinh ngoại quốc đang viếng thăm. Các cửa hàng này thường có ở các văn phòng chi nhánh địa phương của tổ chức Hướng đạo và có thể được điều hành một cách nghiệp vụ hay nhờ các thiện nguyện viên.